# Gulfläckig barbett
Gulfläckig barbett (Buccanodon duchaillui) är en fågel i familjen afrikanska barbetter inom ordningen hackspettartade fåglar.

## Utbredning och systematik
Gulfläckig barbett förekommer från Sierra Leone till södra Sudan, Kongo-Kinshasa, Uganda, Rwanda och västra Kenya. Den behandlas antingen som monotypisk eller delas in i två underarter med följande utbredning:
- Buccanodon duchaillui dowsetti – förekommer från Sierra Leone till Togo.
- Buccanodon duchaillui duchaillui – förekommer från sydvästra Nigeria till Uganda, västra Kenya, nordvästra Tanzania och centrala Kongo-Kinshasa

Fågeln placeras normalt som enda art i släktet Buccanodon, men BirdLife International och IUCN urskiljer dowsetti som en egen art, Buccanodon dowsetti.

## Status
IUCN kategoriserar arten som livskraftig. Notera dock att IUCN urskiljer den västliga populationen som en egen art och bedömer den separat, också som livskraftig.